# 三輪潤太郎
三輪 潤太郎（みわ じゅんたろう、1865年（慶応元年5月） - 1940年（昭和15年）1月9日）は、日本の政治家、衆議院議員（2期）。

## 経歴
新潟県出身。京都同志社と東京商業学校で学ぶ。与板町(現・長岡市)長、三島郡会議員、新潟県会議員、同常置委員となり、与板銀行専務取締役、長岡銀行監査役、新潟積善組合監事、三島郡有志教育会長を務めた。
1898年3月の第5回衆議院議員総選挙において新潟5区から進歩党公認で立候補して当選する。1898年8月の第6回衆議院議員総選挙では憲政本党公認で立候補して当選した。衆議院議員を2期務め、1902年の第7回衆議院議員総選挙は不出馬。
のち、日華学会の事業に従事、東京保善商業学校(現・保善高等学校)嘱託となった。1940年に死去した。